# Сонцеве (аеродром)
Солнцеве — колишній експериментальний аеродром поблизу міста Солнцеве Московської області (нині — територія однойменного району Москви), випробувальна база НВО «Зліт».
До початку 1990-х років аеродром мав дві ґрунтові злітно-посадкові смуги (довжиною 1300 і 1000 м) і здатний був приймати літаки Іл-14, Л-410 і все легші, а також гелікоптери всіх типів. Потім через забудову території аеродром було закрито, відтоді тут функціонує вертолітний майданчик з цементобетонним покриттям, придатний для зльоту та посадки гелікоптерів масою до 38 т (посадка гелікоптерів з більшою масою виробляється на грунт).
Вертолітний майданчик працює у будні з 05.00 до 14.00 UTC. Є служба організації повітряного руху, АМСГ та інші служби.

## Історія
Поблизу села Суково з 1937 існував військовий аеродром, на якому на момент початку Великої Вітчизняної війни базувався 564-й винищувальний полк 6-го авіакорпусу московської зони ППО.
У 1963 році на аеродромі було створено Науково-дослідний льотно-випробувальний центр (НДІЛ), який очолила Герой Радянського Союзу В. С. Гризодубова. У 1972 році НДІЛ перетворено на Науково-виробниче об'єднання «Зліт» — одне з головних підприємств Міністерства радіопромисловості СРСР. Сфера діяльності підприємства: проведення льотних випробувань та розробки електронних пристроїв. З 1994 року НВО «Зліт» є відкритим акціонерним товариством.

### Стан на 2000-ті роки
Близькість до основних магістралей та метро дозволяє ефективно використовувати вертодром та територію НВО «Зліт». Авіаційне підприємство «Зліт» — дочірнє товариство холдингової компанії НВО «Зліт». Здійснює авіаційну діяльність у статусі комерційного експлуатанта цивільної авіації, виконуючи перевезення пасажирів та вантажів, а також широкий спектр авіаційних робіт із застосуванням гелікоптерів Мі-8Т у різних регіонах Російської Федерації. Здійснюються випробування вертолітної техніки з метою освоєння високоточних будівельно-монтажних робіт із застосуванням вертольота Мі-8МТВ-1, а також обпилювання просік повітряних ЛЕП із застосуванням спеціальних вертолітних пилок та вертольота MD-500D. Підприємство силами власної авіаційно-технічної бази здійснює виконання всіх форм технічного обслуговування гелікоптерів Мі-8 (як власних повітряних суден, так на користь сторонніх замовників).

## Сучасний стан

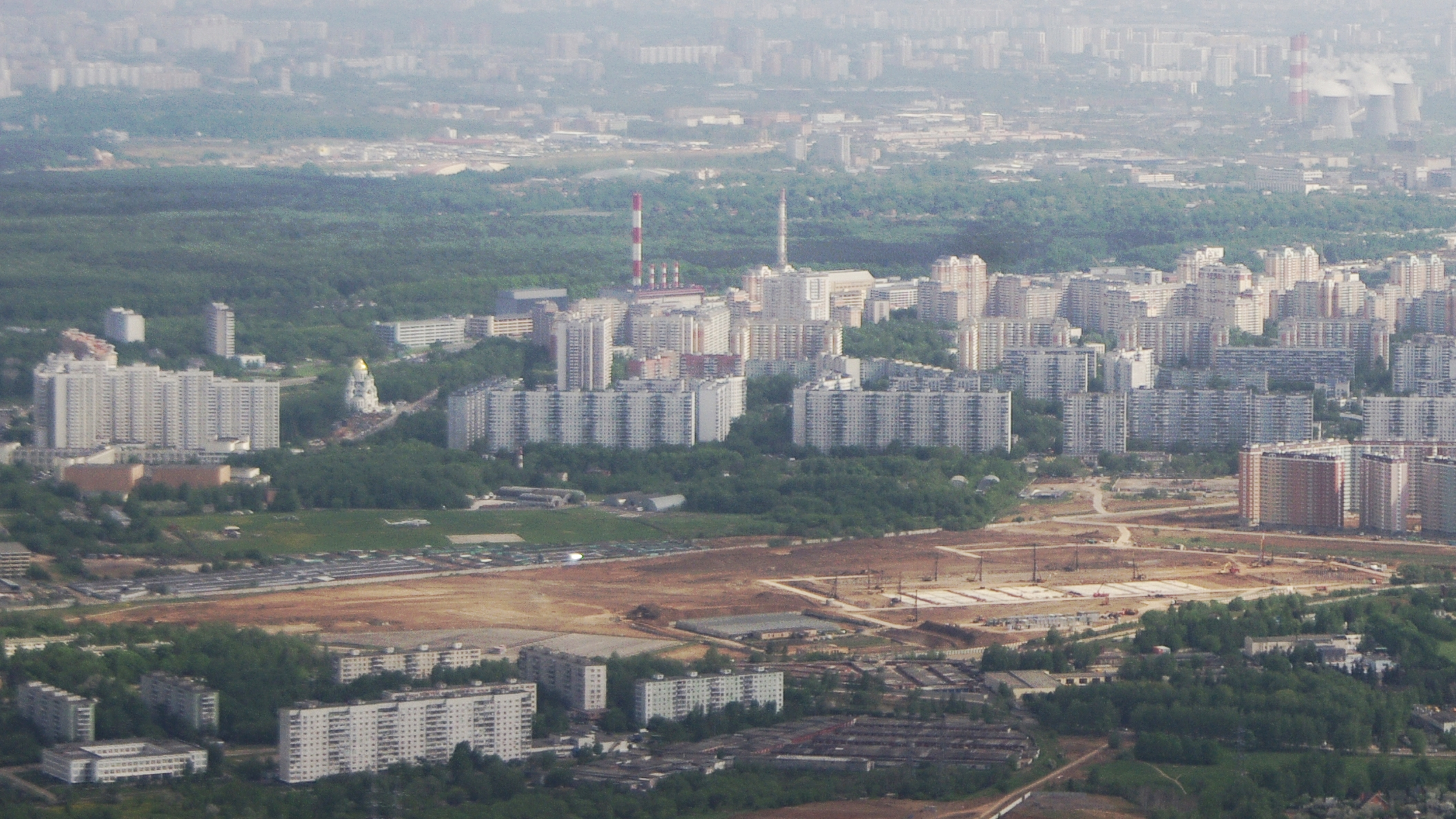
Вид влітку 2014 року. На території стоїть Мі-10К

Аеродром більше не існує, тепер на цьому місці збудовано житловий комплекс «Лучи».